# Harmsen van der Beek

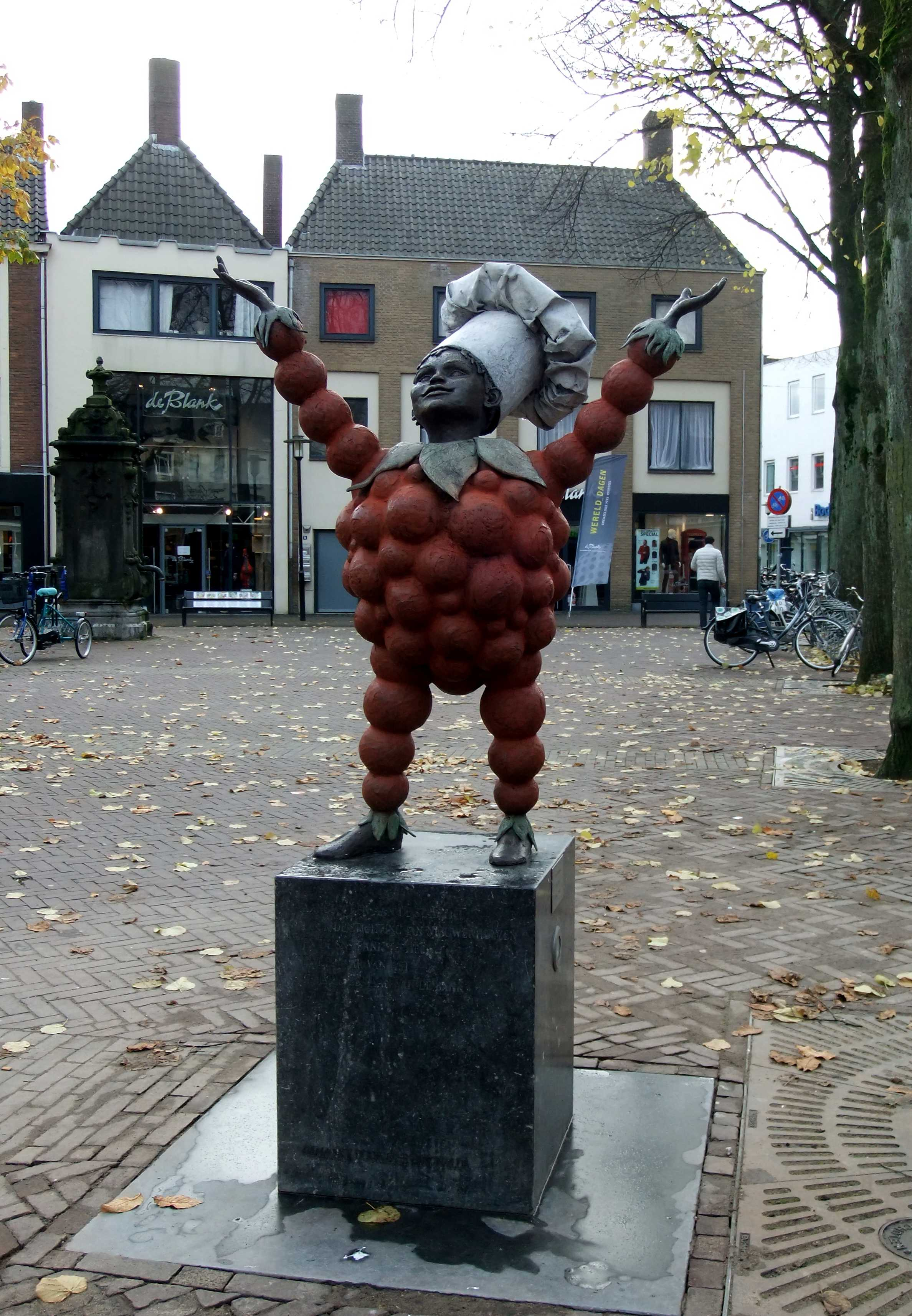
Beeld van Flipje te Tiel

Eelco Martinus ten Harmsen van der Beek (Amsterdam, 8 oktober 1897 – Blaricum, 24 juli 1953) was een Nederlandse illustrator. Zijn strip Flipje, het fruitbaasje van Tiel maakte hij aan het begin van de jaren dertig in opdracht van jamfabriek "De Betuwe" in Tiel. Hij was ook boekbandontwerper van een aantal kinderboeken. Hij is internationaal bekend als de illustrator van de Noddie kinderboeken van de Engelse schrijfster Enid Blyton.
Toen Ten Harmsen van der Beek begon met het tekenen van Flipje, bestond de figuur al. Hij paste de figuur aan en maakte er het aalbessenmannetje van. De strip zat als lange stroken bij de jam. Deze stroken konden worden afgedraaid in de Flipposcoop. Freddie Langeler (1899 - 1948), de vrouw van Ten Harmsen van der Beek en zelf ook een begaafde tekenares, schreef de teksten op rijm en kleurde de figuurtjes in. 
Andere bekende illustraties maakte Ten Harmsen van der Beek bij de Nederlandse vertalingen van de Kasperle (Harlekijntje)-boeken van Josephine Siebe. 
Hij maakte de zwart-wit illustraties van De zeeroover van Oostzaan (1927) van C.Joh. Kieviet.
Naar Ten Harmsen van der Beek is in de Stripheldenbuurt in Almere het Ten Harmsen van der Beekpad vernoemd. Zijn dochter was de bekende dichteres Fritzi Harmsen van Beek (1927 - 2009), die als kind ook meehielp met het inkleuren van de Flipje-strips. Na de dood van haar vader maakte Fritzi serie 46 af op verzoek van De Betuwe. Ook serie 47 is van haar hand. Serie 48 tekende en schreef zij wel, maar na een ruzie met de jamfabriek werd deze serie niet uitgegeven. Pas zestig jaar later, in 2015, gaf uitgeverij De Bezige Bij 'Flipje in Kabouterland' uit. 
- Biografisch Portaal: 20268865
- Digitale Bibliotheek voor de Nederlandse Letteren: harm019
- Gemeinsame Normdatei: 128880589
- Library of Congress Control Number: nb90492129
- Nederlandse Thesaurus van Auteursnamen: 068543638
- RKD-Nederlands Instituut voor Kunstgeschiedenis: 36070
- Virtual International Authority File: 28135105
- WorldCat: E39PBJwxFpG6RjvFhdtJDgFdwC